# 淄博市广播电视台
淄博市广播电视台是中华人民共和国山东省淄博市的一家广播电视播出机构。也是中共淄博市委、淄博市人民政府的喉舌。成立于1985年5月。现有新闻频道、科教频道、公共频道、生活频道、都市频道五套电视频道。